# Île Mouse
L'île Mouse est une petite île du lac Erié située dans la baie de Sandusky, au large du canton de Catawba (en) dont elle fait partie et près de Sandusky dans le comté d'Ottawa (Ohio aux USA). Elle est au sud de l'archipel des îles Bass.

## Historique
Elle était autrefois nommée Ship Island, comme indiqué sur les cartes du début du XIXe siècle et a été plus tard appelé Mouse Island pour sa petite taille. Il fait partie du canton de l'île de Catawba.
L'île appartenait autrefois au président américain Rutherford Birchard Hayes. La famille Hayes a construit deux cabinons en bois, un ferry à main vers le rivage, un quai et un hangar à bateau, un court de tennis et a fourni l'eau courante sur l'île. Dans les années 1930, l'île est tombée en désuétude et toutes les commodités ont été détruites par le feu ou la négligence. Les vestiges des structures peuvent encore être trouvés sur l'île aujourd'hui, y compris les cheminées en pierre indigènes des cabines d'été ainsi qu'une partie de leur fondation.
L'île est une propriété privée et n'est pas ouverte aux visites publiques. Un récif de calcaire entre l'île et le rivage présente un risque pour la sécurité des embarcations qui ont un tirant d'eau de plus de 3 pieds.

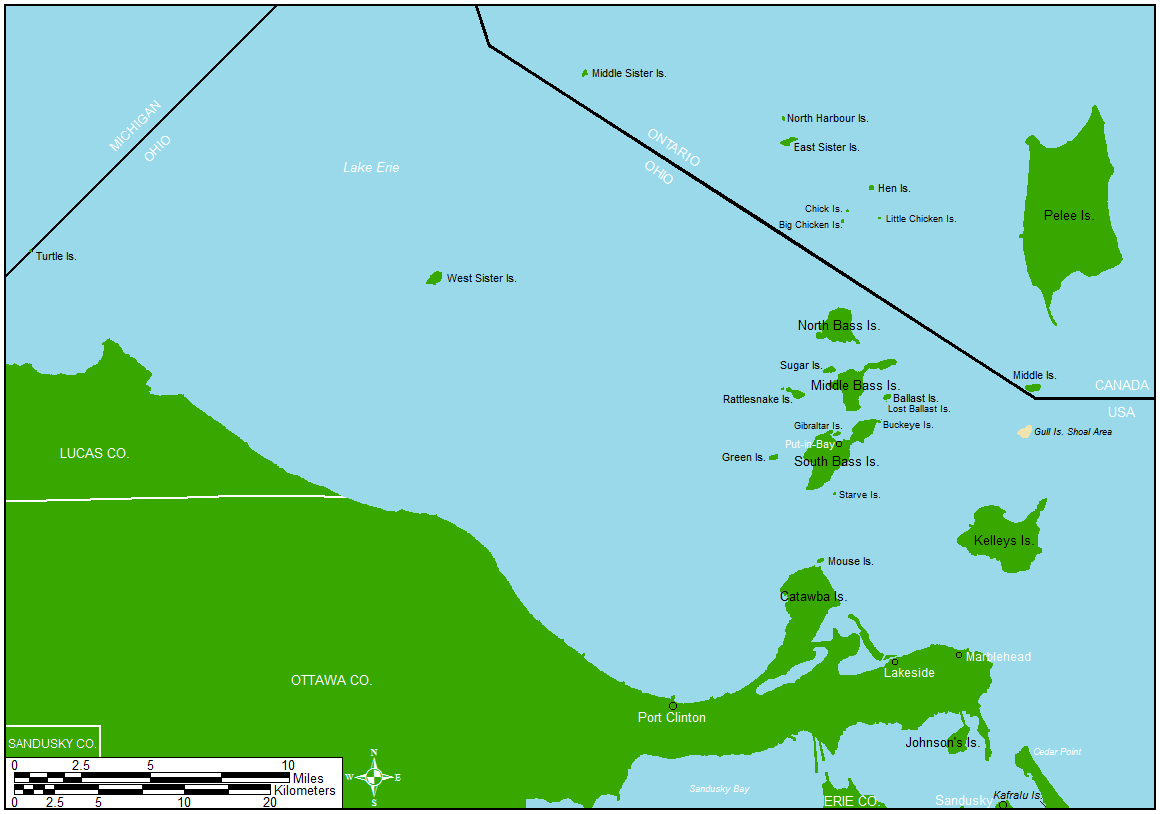
Archipel des îles Bass